# Knightsche Unsicherheit
Der Begriff der Knight'schen Unsicherheit geht auf den Wirtschaftswissenschaftler Frank Knight zurück, der bei der Ungewissheit (uncertainty) zwischen dem messbaren Risiko (risk) und der eigentlichen Unsicherheit (fundamental uncertainty, auch Ambiguität) unterscheidet. Letztere lässt sich nicht durch eine Wahrscheinlichkeitsverteilung vorhersehen oder anderweitig berechnen („nicht kalkulierbar“). Wenn man unterstellt, dass die meisten Wahrscheinlichkeiten ohnehin nur subjektiv geschätzt und nicht objektiv gemessen werden können, verliert die Unterscheidung zwischen Unsicherheit und Risiko zwar an Schärfe; doch kann Unsicherheit auch dann noch sinnvoll interpretiert werden als Grad der subjektiven Überzeugung von der Richtigkeit einer Schätzung der Wahrscheinlichkeit des Eintretens eines Ereignisses (estimation of estimation). Jan Pieter Krahnen, Peter Ockenfels und Christian Wilde zeigten mit einer experimentellen Einstellungsuntersuchung, dass Ambiguitätsaversion in vielen Fällen größer ist als die Aversion gegen bekannte Risiken.

## Reale Bedeutung des Konzepts
Obwohl die Knight'sche Unsicherheit nie ganz vergessen war und auch von John Maynard Keynes – allerdings ohne Knight zu zitieren – erwähnt wurde, passte sie nicht in das Konzept einer Ökonomie, die an der mathematischen Formalisierung der Disziplin und Berechnung scheinpräziser Wahrscheinlichkeiten auf der Basis vergangenheitsbezogener Daten interessiert war. Erst nach der Finanzkrise 2008, aber auch wegen immer mehr unvorhergesehener Zentralbankinterventionen oder Regierungswechsel, die Steueränderungen, regulatorische Eingriffe, Strukturbrüche oder Handelskrisen mit sich brachten, wird der Begriff wieder breiter rezipiert. Der moderne politische Populismus und seine Folgen (z. B. der Brexit) haben dem Konzept erneut Auftrieb verliehen. Stabilität und Vorhersehbarkeit einer ökonomischen Situation werden heute allgemein mit 6 bis 12 Monaten angenommen; das ist erheblich geringer als vor 2008 und reduziert die Planungsfähigkeit der Unternehmen deutlich. Angesichts der geringen Prognostizierbarkeit der Umfeldfaktoren geht es heute eher darum, Frühindikatoren und Trends zu identifizieren, die auf Diskontinuitäten in bislang mehr oder minder linear verlaufenden Entwicklungen hindeuten. Für die Theorie der Unternehmensführung bedeutet dies, dass Intuition und die Fähigkeit zur raschen Nutzung von unvorhergesehenen Chancen eine größere Rolle spielen können als exakte Langfristplanung. Das macht Knight auch als Theoretiker des Entrepreneurship interessant.

## Weiterentwicklung
Keynes weist darauf hin, dass nur Liquidität eine Absicherung (Hedge) gegen fundamentale Unsicherheit bietet, die im Anschluss an seine Darstellung auch als Keynesian uncertainty bezeichnet wird: Wenn Investoren sich ihrer Erwartungen hinsichtlich künftiger Einkommen aus der Investition nicht sicher sind, werden sie langfristige Investments vermeiden. Ricardo Caballero vom Massachusetts Institute of Technology hebt hervor, dass eine besondere Schocksituation entsteht, wenn Finanzinvestoren entdecken, dass es sich bei den von ihnen eingegangenen Risiken in Wirklichkeit um Knight'sche Unsicherheit handelt. Dann setze eine panische Flucht in die allersichersten Anlagemöglichkeiten ein, was Risikoeinschätzungen für die anderen Anlageklassen obsolet mache. In einer Studie zeigen Wirtschaftswissenschaftler der University of Chicago, dass die sehr langsame Erholungsphase nach der schweren Krise 2008 durch Knight'sche Unsicherheit aufgrund unkalkulierbarer politischer Eingriffe bedingt war. Für die Theorie der Wirtschaftspolitik ergibt sich daraus die Notwendigkeit, nicht nur einzelwirtschaftliche, sondern systemische Risiken verstärkt in den Blick zu nehmen (macroprudential regulation). Robert Higgs vom Mises Institute in Auburn (Alabama) verwendet für die politisch induzierte Unsicherheit den Begriff Regime uncertainty.